# باري ستيفنز (كاتب)
باري ستيفنز (بالإنجليزية: Barry Stevens)‏ هو رائد أعمال وعالم وكاتب أمريكي، ولد في 14 ديسمبر 1949 في نيويورك في الولايات المتحدة.